# Gavurky
Gavurky je chráněný areál v oblasti Poľana.
Nachází se v katastrálním území obcí Dobrá Niva a Sása v okrese Zvolen v Banskobystrickém kraji. Území bylo vyhlášeno či novelizováno v letech 1999, 2012 na rozloze 68,4214 ha. Ochranné pásmo nebylo stanoveno.